# الغواصة الألمانية يو-2519
غواصة يو-2519 غواصة يو بوت ألمانية من غواصة الفئة الواحدة والعشرون إلكتروبوت بنيت لسلاح بحرية ألمانيا النازية كريغسمارينه، في أحواض بلوم+فوس خلال الحرب العالمية الثانية.